# Amalie de Zweibrücken-Birkenfeld
Maria Amalie Auguste, Contesă Palatină de Zweibrücken-Birkenfeld-Bischweiler (10 mai 1752, Mannheim – 15 noiembrie 1828, Dresda) a fost ultima Electoare și prima regină a Saxoniei cât și Ducesă de Varșovia.

## Biografie
Amalie s-a născut la Mannheim, ca fiică a Contelui Palatin Friedrich Michael de Zweibrücken și a soției acestuia, Contesa Palatină Maria Franziska de Sulzbach. Ea a fost sora regelui Maximilian I Iosif de Bavaria.
A fost femeia cu cel mai înalt rang în Saxonia din 1780 după moartea soacrei sale. Cumnata sa, Prințesa Maria Carolina de Savoia, a fost soția lui Anton de Saxonia.

### Căsătorie și copii
La 29 ianuarie 1769 ea s-a căsătorit cu Electorul saxon Frederic Augustus al III-lea. În 1806, soțul ei și Amale au fost proclamați rege și regină a Saxoniei. Anul următor, Napoleon I i-a făcut Duce și Ducesă de Varșovia, un principat nou creat în Polonia.
Amalie a avut patru copii dintre care trei născuți morți. Singura ei fiică, Maria Augusta, a atins vârsta adultă și nu s-a căsătorit niciodată. Amalie a murit la 15 noiembrie 1828 la vârsta de 76 de ani și a fost înmormântată la Hofkirche în Dresda.